# 凯弗马克特祭坛画
48°26′39″N 14°32′27″E / 48.44417°N 14.54083°E
凯弗马克特祭坛画（德語：Kefermarkter Flügelaltar）是位于上奧地利州凯弗马克特教区教堂的晚期哥特式祭壇畫。它是由骑士克里斯托弗·冯·泽尔金（Christoph von Zellking）委托某人制作，大約于1497年製作完成。凯弗马克特祭坛的中央是彼得、沃尔夫冈和聖克里斯多福。兩旁是馬利亞。在凯弗马克特祭坛製作完成後的數百年間，其油漆和贴金掉落。19世纪，在作家阿达尔贝特·施蒂弗特的领导下，对凯弗马克特祭坛进行了大规模的修复。

## 圖輯

凯弗马克特祭坛画 - Kefermarkter Flügelaltar
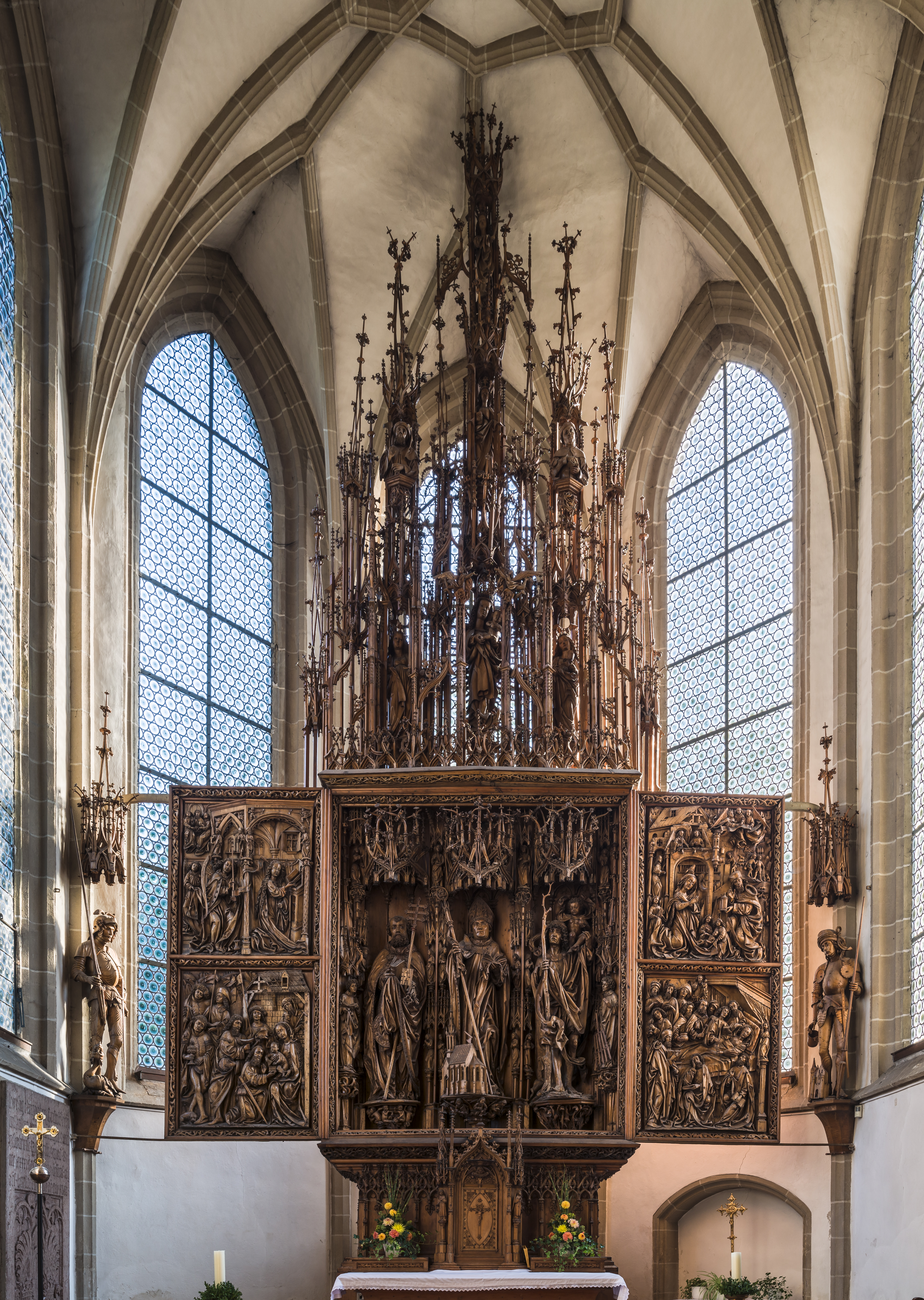
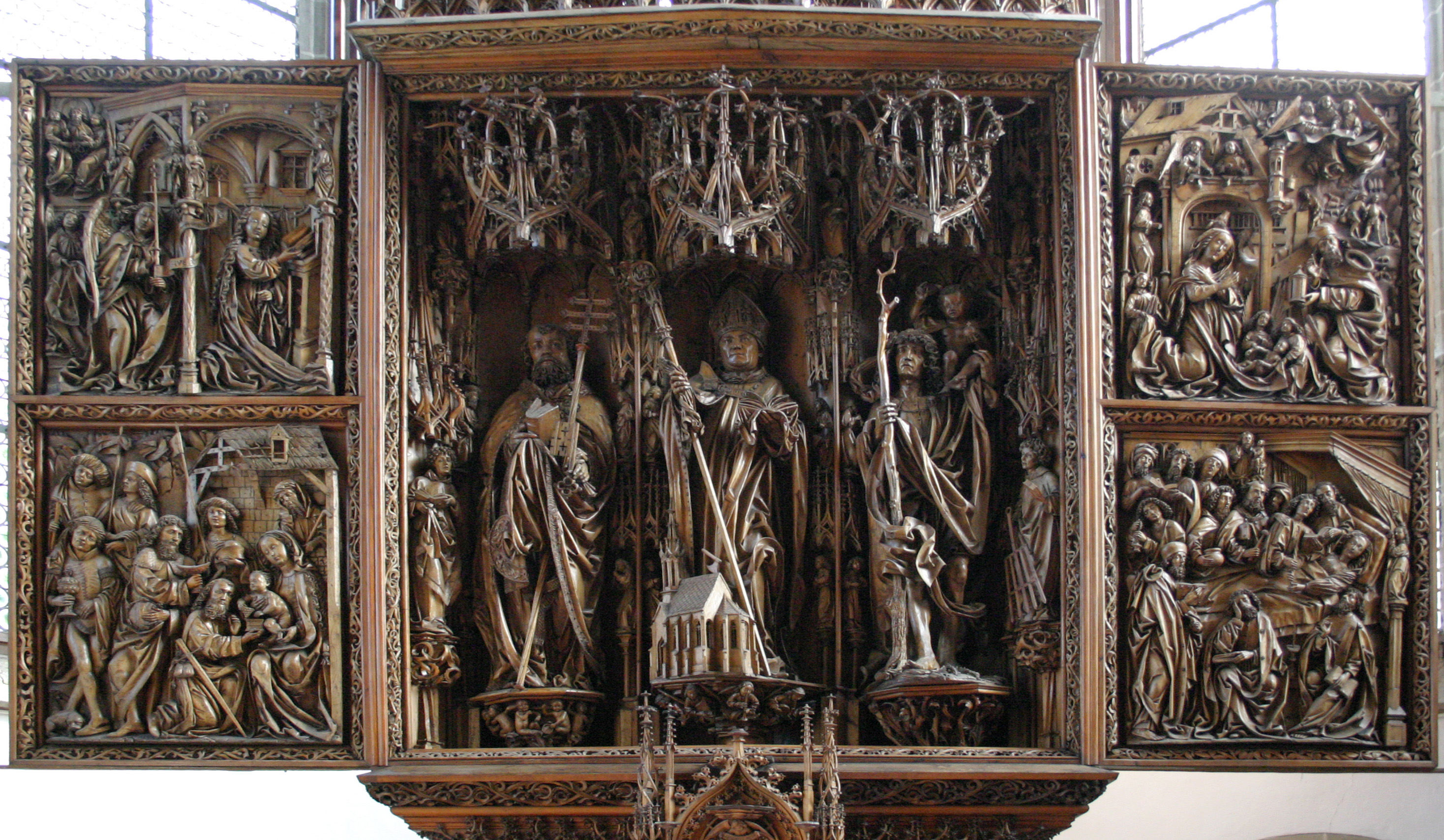
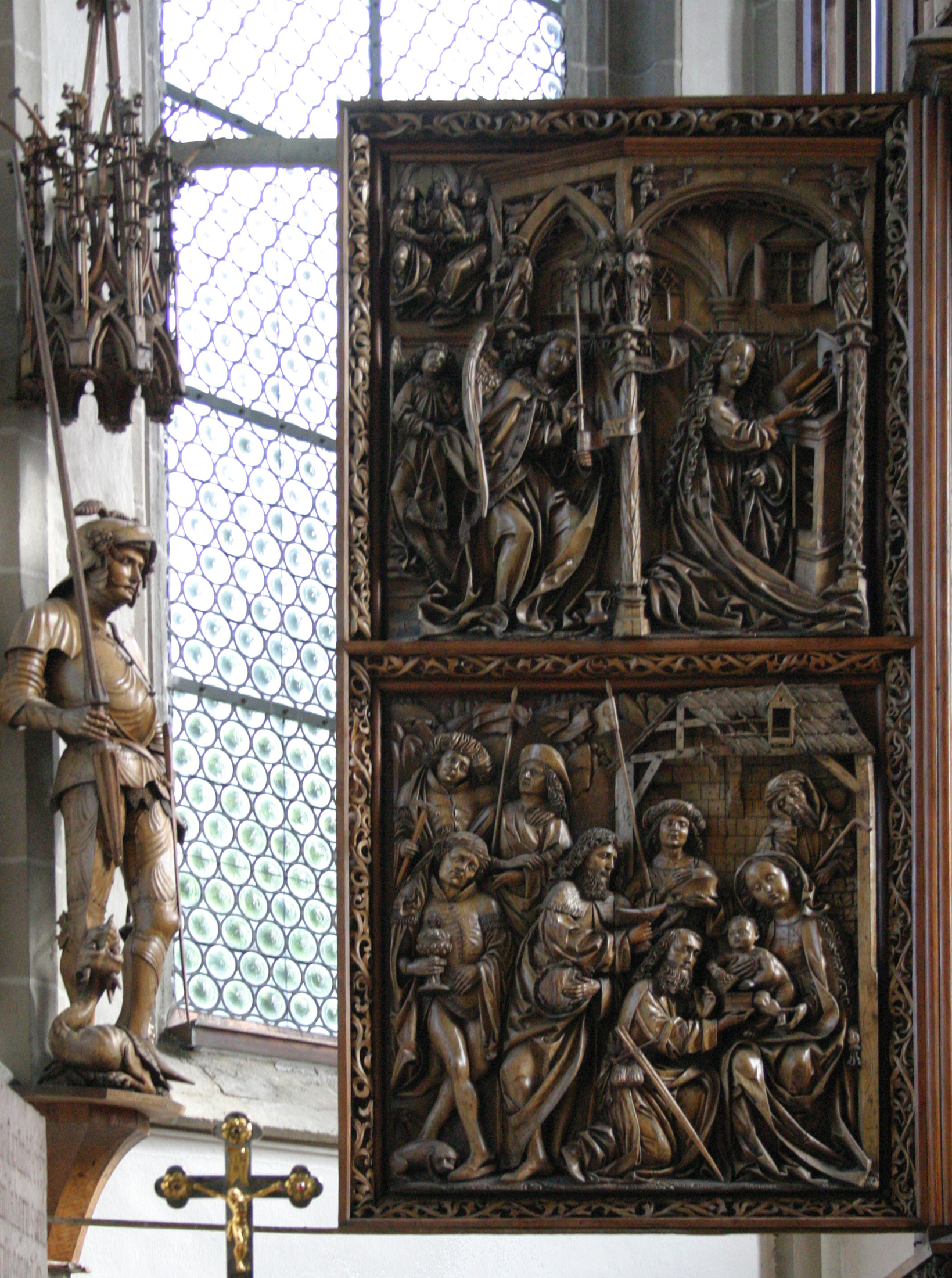
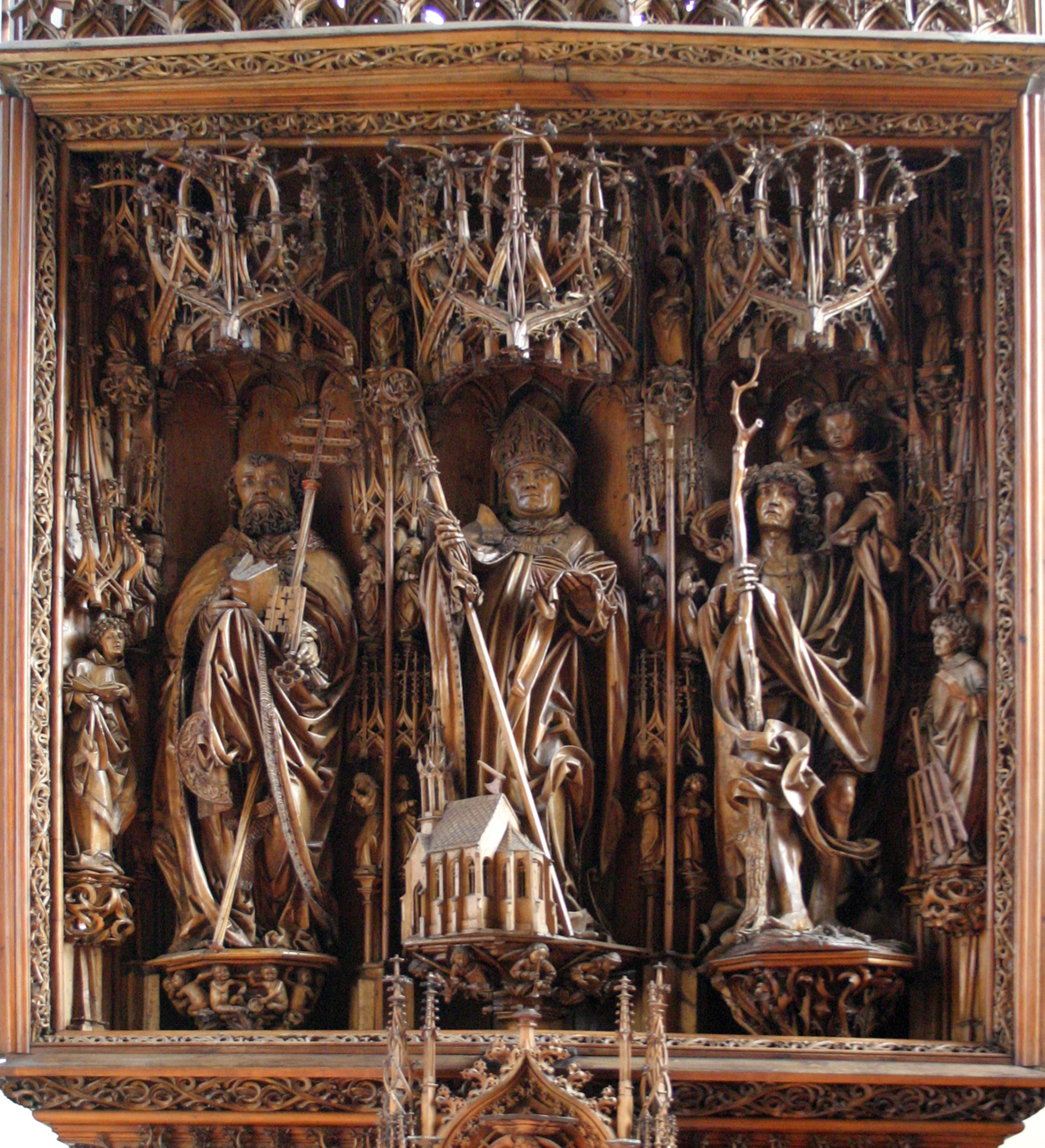
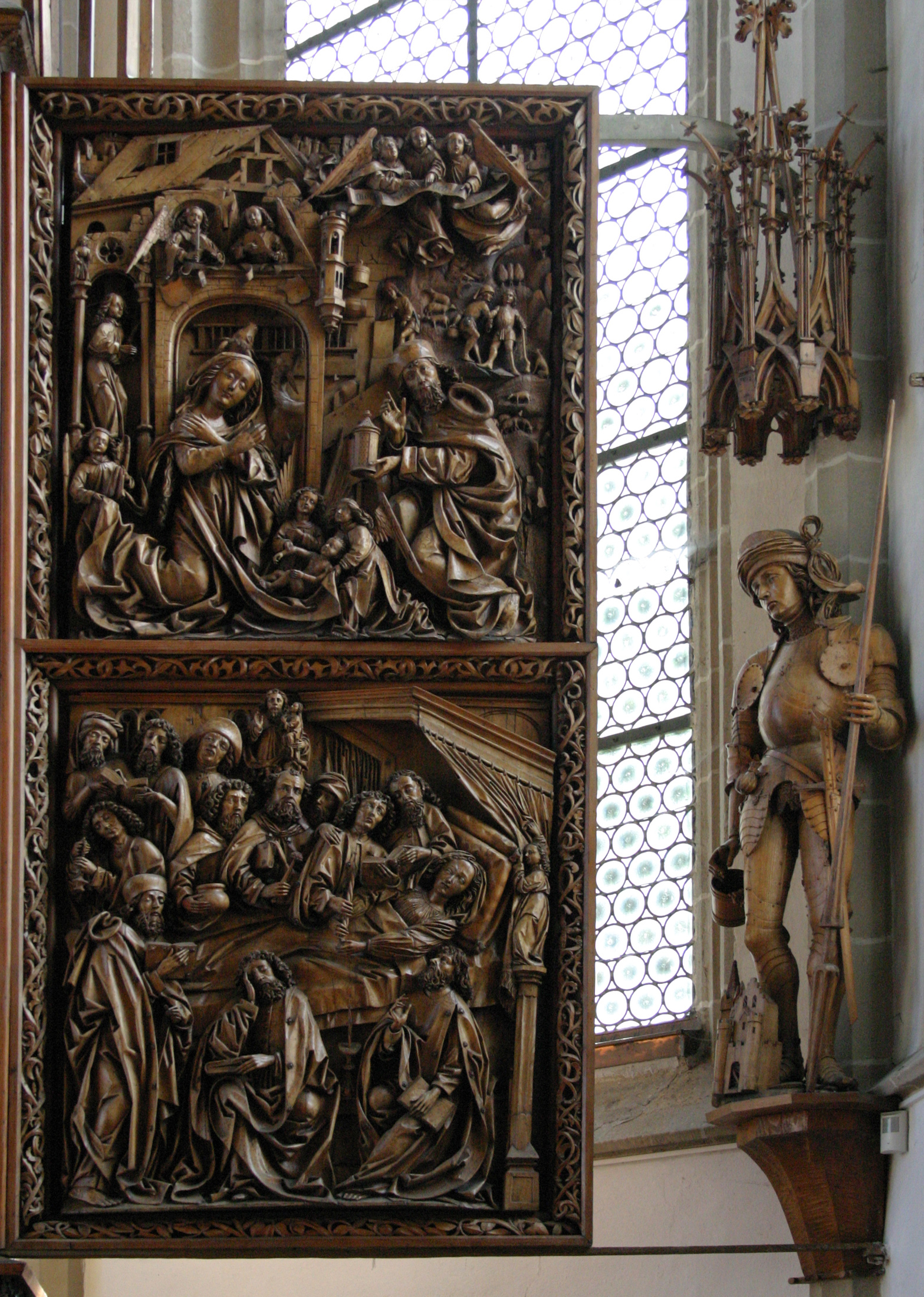
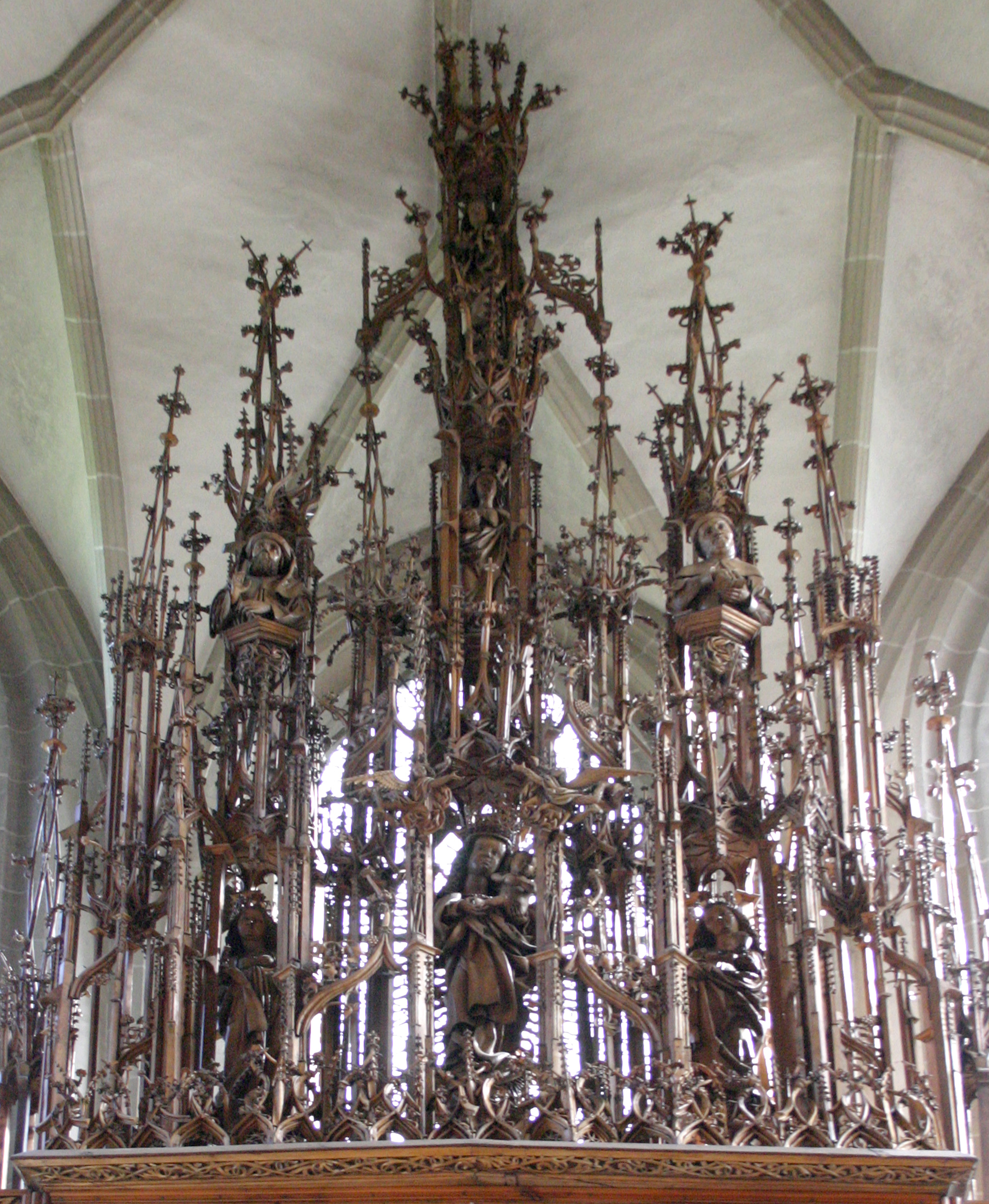

## 外部參考
- Kahsnitz, Rainer. . Getty Publications. 2006. ISBN 978-0-89236-853-2.
- Oberchristl, Florian.  [The Gothic winged altarpiece in Kefermarkt] 2. Linz: Verlag der „Christi. Kunstblätter“ Linz. 1923  [2024-12-17]. （原始内容存档于2025-01-23） （德语）.